# Daniel Harter
Daniel Harter (* 1979) ist ein deutscher evangelischer Pastor, Jugendreferent, Redner, Musik-Missionar, Gitarrist, Liedermacher und Autor.

## Leben und Wirken
Daniel Harter studierte von 2001 bis 2003 Evangelische Theologie am Theologischen Seminar Rheinland in Wölmersen. Seither ist er als selbstständiger Musik-Missionar im deutschsprachigen Raum unterwegs. Finanziell unterstützt wird er unter anderem durch den Verein „Sunrise“ in Magdeburg, zu dessen Gründungsmitgliedern er gehört.
Er ist Teilzeitpastor der christlichen Freikirche „Kirche für Oberberg“ in Bergneustadt, wo er 10 Jahre lang das Lobpreis-Team aufgebaut und Praxiserfahrung im Umgang mit Lobpreis-Teams gesammelt hat. Zudem ist er Initiator von „LOBEN“, einem Anbetungsabend von Lifeline. Mit seiner Band LOBEN hat er sich zum Ziel gesetzt, neue deutsche Anbetungslieder ins Land zu tragen und leitet die „Worship Masterclass“, eine Weiterbildung für Lobpreisleiter in Gummersbach.
Harter ist oft als Prediger und Referent für Lobpreis-Seminare unterwegs, hat zahlreiche Anbetungslieder geschrieben und ist mitverantwortlich für das Feiert Jesus! Liederbuch und das Wiedenester Jugendliederbuch. Ab 2015 war er Gitarrist und Sänger bei der Deutschrock-Band „Echtzeit“. Er arbeitet im Redaktionsteam der Zeitschrift Teensmag mit und engagiert sich als Botschafter für das christliche Kinderhilfswerk „Compassion“.
Er wohnt in Gummersbach, ist seit 2016 mit Jorinna verheiratet und hat mit ihr drei Kinder.

## Veröffentlichungen
- Schrille Zeit. 40 Wachmacher, Hänssler, Holzgerlingen 2008, ISBN 978-3-7751-4876-4.
- Schrille Stille. 40 Wachmacher-Fragen, SCM Hänssler, Holzgerlingen 2012, ISBN 978-3-7751-5425-3.
- Neuer Tag. Hoffnungstexte voller Musik, Tredition Verlag, Hamburg 2020, ISBN 978-3-347-08666-1.
- Wachsende Anbetung. Die Gemeinde in tiefen Lobpreis führen, Born-Verlag, Kassel 2023, ISBN 978-3-87092-639-7.

als Mitautor/Mitherausgeber
- Wortwolken: Entdeckungen im Buch der Bücher (mit Daniela Oelke), SCM R. Brockhaus, Witten 2013, ISBN 978-3-417-26531-6.
- Wenn Du für Sonne betest, lass den Schirm zu Hause. Von erhörten Gebeten und anderen Wundern (mit David Kadel), Gerth Medien, Asslar 2016, ISBN 978-3-95734-017-7.
- Nutella für die Seele: Andachten für den besten Start in den Tag (mit Verena Keil), Gerth Medien, Aßlar 2017, ISBN 978-3-95734-206-5.
- InstaBibel: 52 Geschichten aus dem Alltag mit Beiträgen von "Kirche in 1LIVE" (mit Daniel Schneider), Deutsche Bibelgesellschaft, Stuttgart 2020, ISBN 978-3-438-04818-9.
- Schoko-Crunchies für Hirn & Herz. Andachten für den besten Start in den Tag (mit Verena Keil), Gerth Medien, Aßlar 2021, ISBN 978-3-95734-723-7.

Musikalben
- 2010: Alles neu (Solo Debüt-Album)
- 2014: Hierzubleiben
- 2014: Mehr als du glaubst
- 2020: Neuer Tag